# Rio Corozel
O Rio Corozel é um rio da Romênia, afluente do Bârlad, localizado no distrito de Galaţi.